# 90937 Josefdufek
90937 Josefdufek è un asteroide della fascia principale. Scoperto nel 1997, presenta un'orbita caratterizzata da un semiasse maggiore pari a 2,3942315 UA e da un'eccentricità di 0,1807340, inclinata di 0,15914° rispetto all'eclittica.